# Эвапотранспирация
Эвапотранспирация (от лат. evaporo — испаряю и транспирация), или суммарное испарение — количество влаги, переходящее в  атмосферу в виде пара в результате десукции и последующей транспирации (физиологическое испарение) и физического испарения из почвы и с поверхности растительности. Эвапотранспирация выражается в мм водяного столба и коррелирует с биопродуктивностью  экосистем.
Эвапотранспирация потенциальная — количество воды, которое могло бы выделиться путем эвапотранспирации при определенном режиме температуры и влажности при избыточном количестве воды.
Эвапотранспирация фактическая — масса воды, которая в данном месте возвращается растениями в атмосферу. Рассматривается как величина, противоположная количеству  осадков (как правило, ниже потенциальной эвапотранспирации). Эвапотранспирация фактическая в любой точке  Земного шара определяется температурой.

## Потенциально-эвапотранспирационное отношение
Потенциально-эвапотранспирационное отношение — это отношение потенциальной эвапотранспирации (то есть максимально возможной эвапотранспирации в условиях данного климата при условии избыточного увлажнения) и реального уровня осадков. Если отношение меньше единицы, то осадки, которые выпадают, не успевают испаряться, что приводит к повышенному увлажнению. Значение больше единицы соответствует сухому климату.
Потенциально-эвапотранспирационное отношение не является независимой координатой, ведь потенциальная Эвапотранспирация однозначно определяется среднегодовой биотемпературой:
{\displaystyle E_{p}=58,93\cdot T_{b},}
где
{\displaystyle E_{p}} — потенциальная эвапотранспирация, мм;
{\displaystyle T_{b}} — биотемпература, °C.

## Ресурсы Интернета
- Дедю И. И. Экологический энциклопедический словарь. — Кишинев, 1989 Архивная копия от 24 октября 2016 на Wayback Machine
- Словарь ботанических терминов / Под общ. ред. И. А. Дудки. — Киев, Наук. Мысль, 1984 Архивная копия от 31 октября 2016 на Wayback Machine
- Англо-русский биологический словарь (online версия) Архивная копия от 6 ноября 2016 на Wayback Machine
- Англо-русский научный словарь (online версия) Архивная копия от 21 октября 2016 на Wayback Machine